# 구포초등학교
구포초등학교(龜浦初等學校)는 대한민국 부산광역시 북구에 있는 공립 초등학교이다.

## 학교 연혁
- 1907년 10월 15일 사립 구명학교 개교 (1년제)
- 1908년 11월 20일 사립 화명학교 개교 (설립인가 9월 7일)
- 1918년 4월 1일 구포공립보통학교 개칭 (4년제)(구명, 화명, 정명의숙 통합)
- 1921년 9월 1일 현 교사로 이전(구포맨션 자리에서 이전)
- 1922년 4월 1일 6년제로 개편
- 1938년 4월 1일 구명공립심상소학교로 개칭
- 1941년 4월 1일 구명공립국민학교로 개칭
- 1976년 10월 1일 만덕국민학교 분리
- 1980년 3월 1일 덕천국민학교 분리
- 1985년 11월 16일 구남국민학교 분리
- 1985년 11월 16일 구봉체육관(실내체육관) 준공
- 1990년 3월 1일 포천국민학교 분리
- 1993년 11월 1일 역사관, 도서실, 자료제작실 설치
- 1997년 9월 8일 학교 급식소 개소
- 2000년 3월 4일 축구부 합숙소 준공
- 2003년 11월 30일 도서실 리모델링 사업 완료
- 2007년 10월 15일 개교 100주년 기념행사, 역사관 개관, 기념비 건립

## 참고 자료
- 구포초등학교 - 한국교육학술정보원 학교알리미